# St. Albert (Saarbrücken)

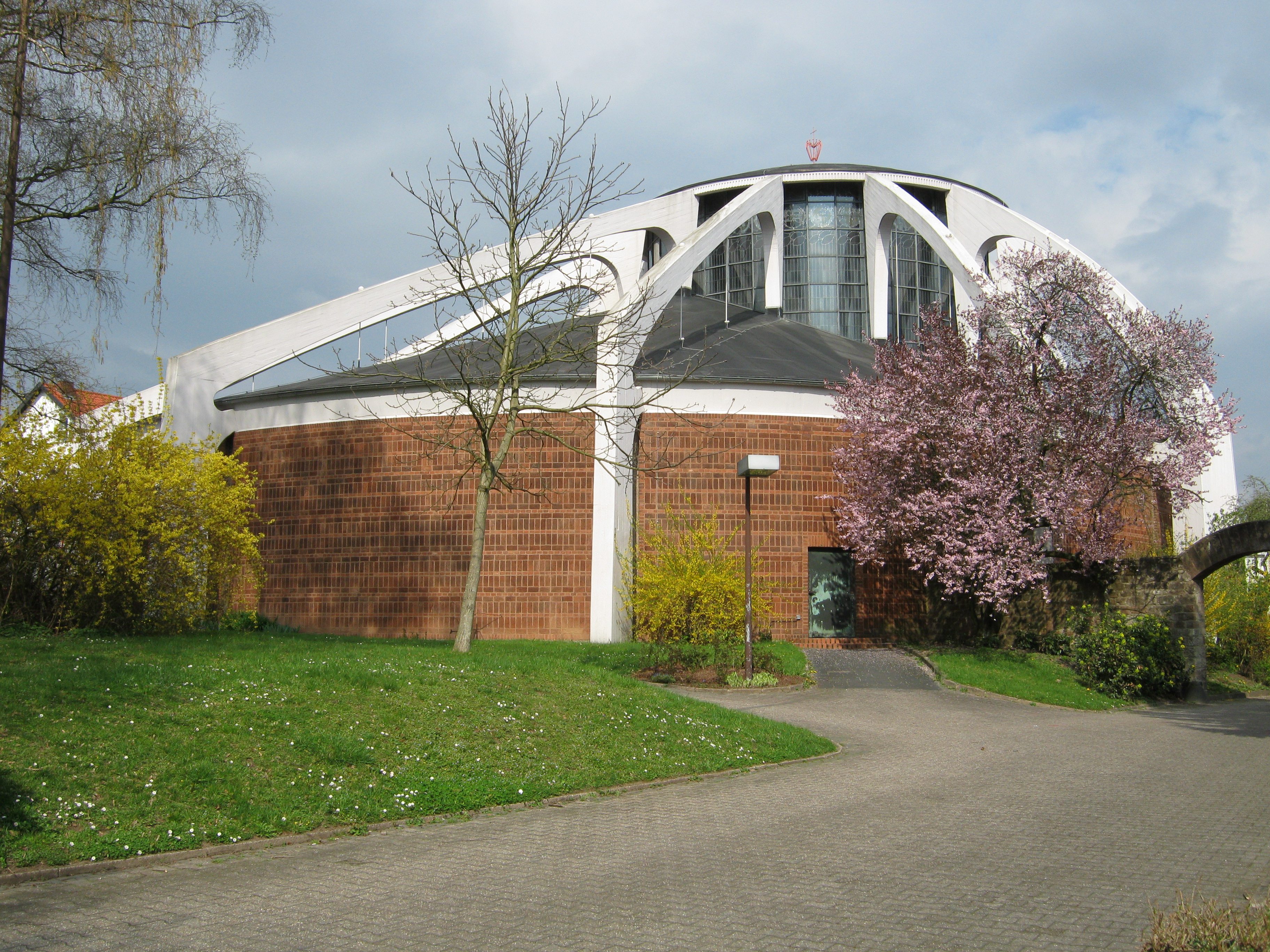
St. Albert

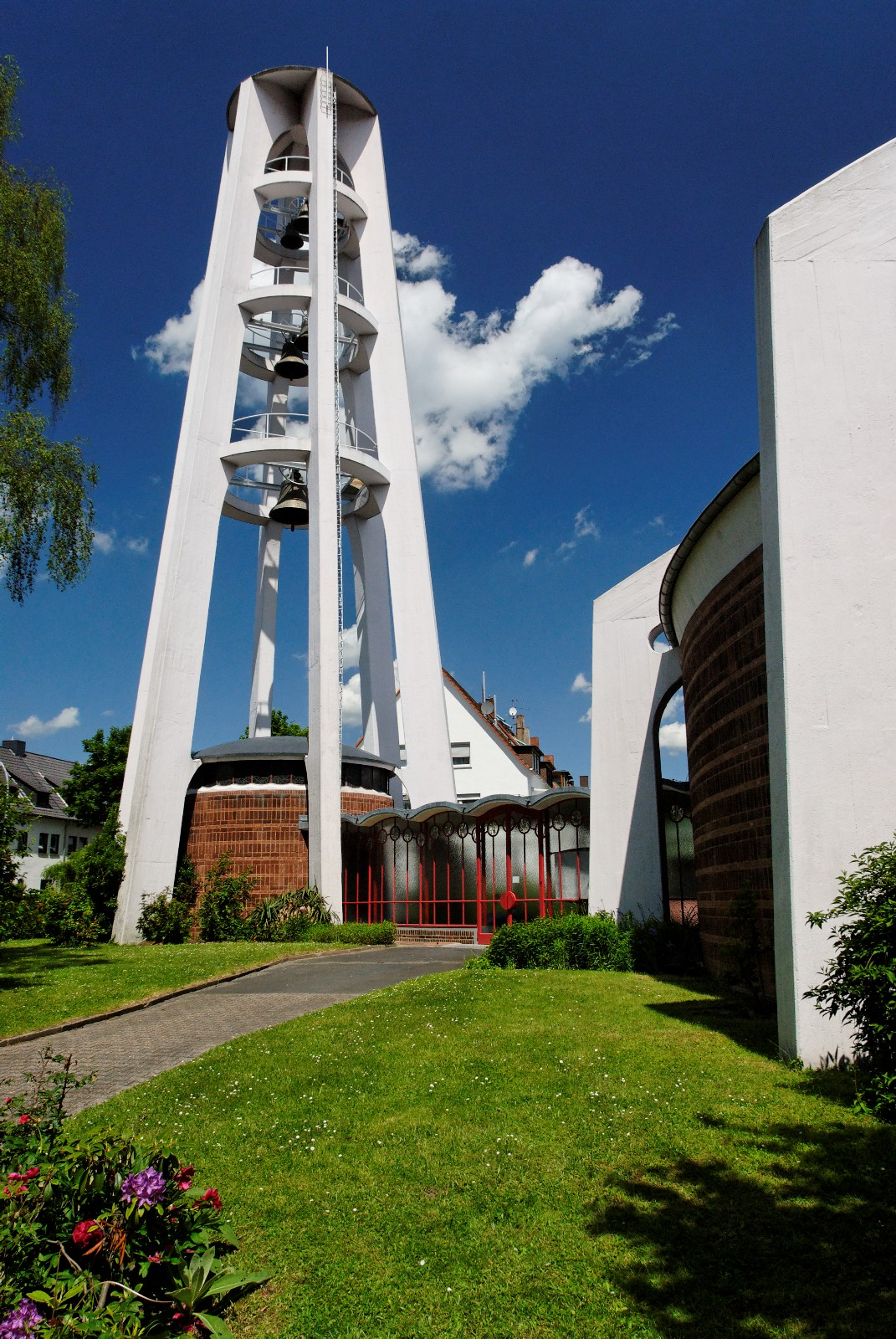
Blick auf Glockenturm, Taufkapelle und Zwischentrakt

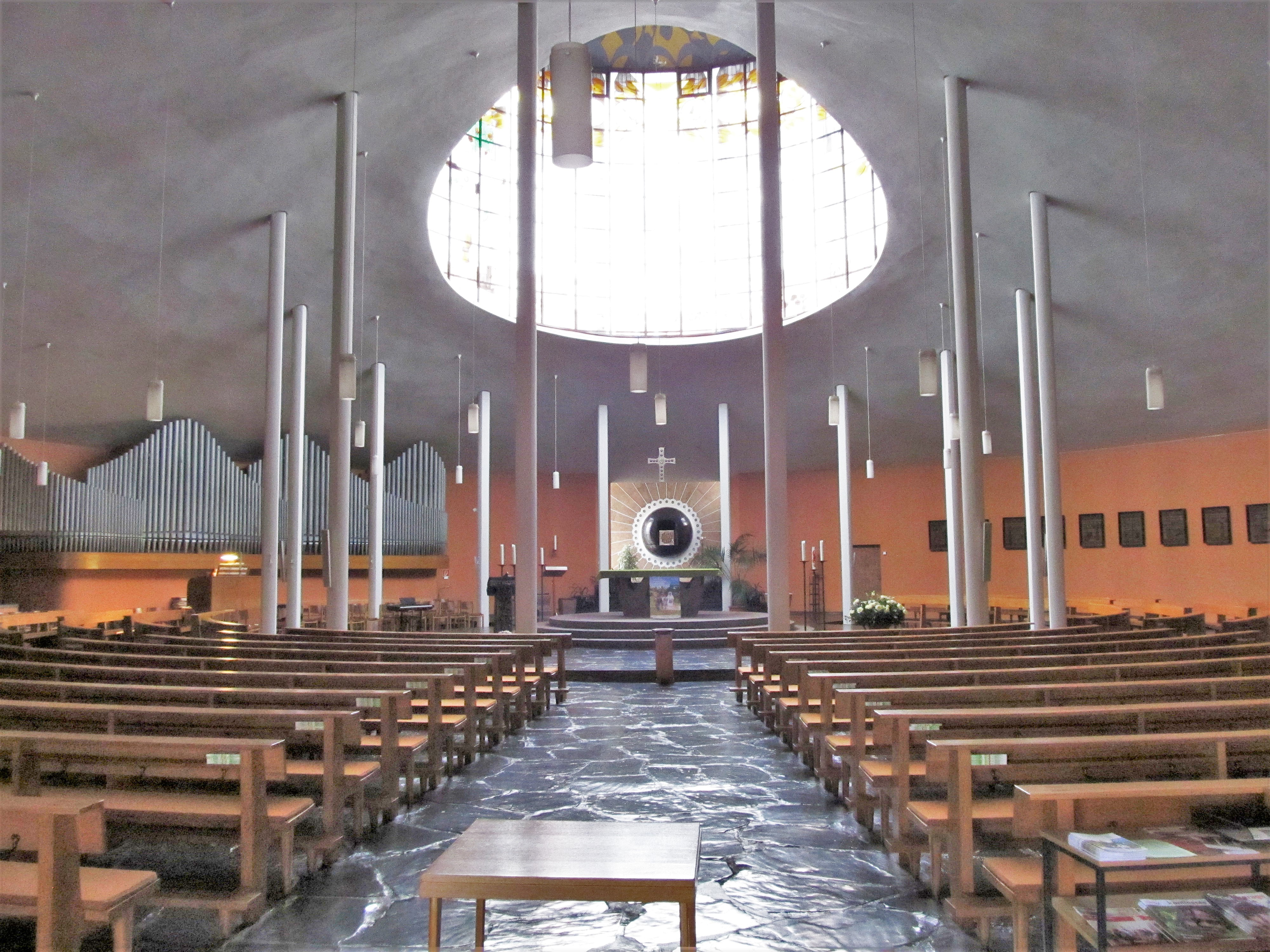
Blick ins Innere der Kirche

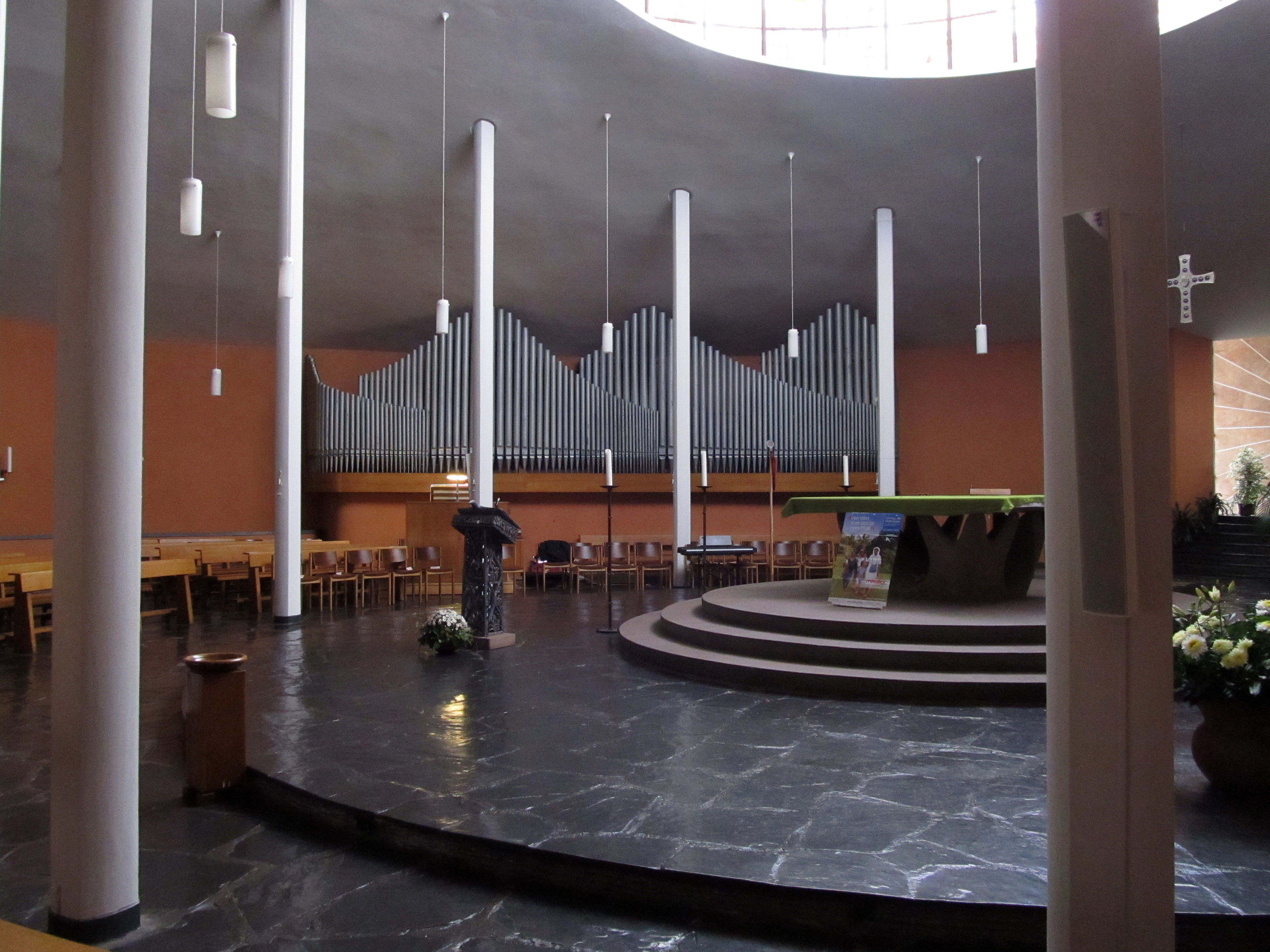
Altarraum und Orgelprospekt

Die Kirche St. Albertus Magnus ist eine katholische Pfarrkirche in Saarbrücken.

## Lage
Die Kirche liegt im Stadtteil Rodenhof an der Ecke Obersteiner Straße/Heinrich-Köhl-Straße.

## Geschichte
Die erste 1938/39 nach Plänen des Architekten Reinhard Güthler errichtete Backsteinkirche war eine einschiffige Halle mit Dachreiter und fiel 1944 einem Bombenangriff zum Opfer. Nur die Krypta samt Tabernakel und einem Bronzekreuz blieben erhalten. Zwischen 1944 und 1949 dienten die Krypta, Privatwohnungen und ein Pfarrheim als Notkirche. Das Pfarrheim hatte man aus den Steinen der ersten Kirche erbaut. 1952 wurde die Krypta dann endgültig als Notkirche genutzt.
1950 legten die Architekten Dominikus und Gottfried Böhm einen Entwurf für eine neue Kirche vor, der zwischen 1952 und 1954 realisiert wurde. Zwischen 1982 und 1985 erfolgte eine umfangreiche Restaurierung der Kirche. Von 1994 bis 1999 wurde Dach und Fassaden instand gesetzt und 2005 der Innenanstrich originalgetreu erneuert.

## Architektur
Der Baukörper der Kirche besteht aus drei Elementen: dem Kirchenbau selbst, einem vorgelagerten Campanile und einem Atrium. Die Bauform des Kirchengebäudes ist nicht gleichmäßig elliptisch, sondern eiförmig und besteht aus 70.000 Ziegeln der Vorgängerkirche. Über dem Bau thront eine Glaskuppel, die von massiven Strebepfeilern aus Beton gehalten wird. 
Im Zentrum des nahezu runden Kircheninneren steht ein Altar auf einer Insel unter der Glaskuppel. Der Boden ist mit schwarzen Steinfliesen gestaltet, die Wände in einem warmen Lachsfarbton gestrichen. In den Ausbuchtungen einer wellenförmig angelegten Wand schuf man Nischen, in denen Heiligenfiguren stehen. In der Taufkapelle unter dem Glockenturm steht ein Taufbrunnen aus rotem Sandstein. Die Kunstwerke stammen überwiegend aus den 1950er Jahren.
Die Sakramentskapelle stammt aus den Jahren 1951/52. Die aus Trümmersteinen der Vorgängerkirche geschaffene Abschlussmauer trägt Inschriftenfragmente der alten Kirche.
Auf dem Gelände der Kirchengemeinde stehen ein Pfarrhaus und ein Gemeindehaus. Die Kirche ist samt Nebengebäuden und Garten als Beispiel sakraler Nachkriegsarchitektur denkmalgeschützt.

## Orgel

### Hauptorgel
Die Orgel der Kirche wurde 1956 durch Michael Weise (Plattling) erbaut. Das Instrument verfügt über 30 Register, verteilt auf drei Manuale und Pedal und ist an der Wand links neben dem Altar aufgestellt. Die Spiel- und Registertraktur ist elektrisch.
| I Hauptwerk C–g3 |                |      |
| 1.               | Grobgedackt    | 16′  |
| 2.               | Principal      | 8′   |
| 3.               | Nachthorn      | 8′   |
| 4.               | Oktav          | 4′   |
| 5.               | Rohrflöte      | 4′   |
| 6.               | Superoktav     | 2′   |
| 7.               | Mixtur V       | 1/3′ |
| 8.               | Helle Trompete | 8′   |

| II Brustwerk C–g3 |                 |      |
| 9.                | Singend Gedeckt | 8′   |
| 10.               | Spitzflöte      | 4′   |
| 11.               | Prinzipal       | 2′   |
| 12.               | Superquint      | 1/3′ |
| 13.               | Cimbel III      | 1/2′ |
| 14.               | Schalmei        | 4′   |
|                   | Tremolo         |      |

| III Schwellwerk C–g3 |                    |       |
| 15.                  | Rohrgedackt        | 8′    |
| 16.                  | Weidenpfeife       | 8′    |
| 17.                  | Englisch Principal | 4′    |
| 18.                  | Blockflöte         | 4′    |
| 19.                  | Nasard             | 2/3′  |
| 20.                  | Schwiegel          | 2′    |
| 21.                  | Terzflöte          | 13/5′ |
| 22.                  | Scharff V          | 1′    |
| 23.                  | Dulzian            | 16′   |
| 24.                  | Oboe               | 8′    |
|                      | Tremolo            |       |

| Pedal C–f1 |                                    |     |
| 25.        | Subbass                            | 16′ |
|            | Zartbass (Windabschwächung Nr. 25) | 16′ |
| 26.        | Oktav                              | 8′  |
| 27.        | Gedackt                            | 8′  |
| 28.        | Choralbass                         | 4′  |
| 29.        | Hintersatz IV                      |     |
| 30.        | Posaune                            | 16′ |
|            | Dulzian (= Nr. 23)                 | 16′ |

- Koppeln: II/I, III/I, III/II, I/P, II/P, III/P
- Spielhilfen: Handregister, drei freie Kombinationen, freies automatisches Pianopedal auf II und III

### Kryptaorgel
Seit ca. 1998 befindet sich in der Krypta eine Orgel, die vom damaligen Organisten der Kirche angekauft und leihweise dort aufgestellt wurde. Bei dem Instrument handelt es sich um eine Hausorgel unbekannter Herkunft, die um 1900 erbaut wurde. Die Windladen sind pneumatisch.
| I Hauptwerk C–f3 |         |    |
| 1.               | Gedeckt | 8′ |
| 2.               | Aeoline | 8′ |

| Pedal C–d1 |         |     |
| 3.         | Rankett | 16′ |

Anmerkungen
1. ↑  auch als 4′ und 2′ spielbar

## Glocken
Der freistehende, etwa 30 Meter hohe Glockenturm beherbergt eines der größten offen hängenden Geläute im Saarland. 1958 schuf Meister Wolfgang Hausen-Mabilon in seiner Saarburger Glockengießerei fünf Bronzeglocken. Die feierliche Einweihung der Glocken erfolgte noch im gleichen Jahr. Die Jochaufhängung ist aus Stahl angefertigt. Wegen der offenen Hängung hat das Geläut eine große Lautstärke; aus diesem Grund läutet das volle Geläut nur an den höchsten kirchlichen Feiertagen wie Weihnachten, Ostern und Pfingsten.
| Nr. | Name               | Schlagton | Gewicht | Durchmesser |
| --- | ------------------ | --------- | ------- | ----------- |
| 1   | Christus           | h0        | 2800 kg | 164 cm      |
| 2   | Maria Muttergottes | dis1      | 1350 kg | 132 cm      |
| 3   | Sankt Albert       | fis1      | 850 kg  | 111 cm      |
| 4   | Sankt Matthias     | gis1      | 580 kg  | 98 cm       |
| 5   | Sankt Heinrich     | ais1      | 400 kg  | 88 cm       |